# Nathalie Hagman
Nathalie Mari Hagman (Farsta, 19 juli 1991) is een Zweedse handbalspeler.

## Carrière

### Club
Nathalie Hagman begon met handbal bij de Zweedse club BK Söder en stapte in 2007 over naar Skuru IK. Met Skuru won ze in 2009 het Zweeds Jeugdkampioenschap. Nadat de opbouwster in het seizoen 2010/11 topscorer werd van de Elitserien, stapte ze over naar LUGI HF, waar ze in haar eerste seizoen ook topscorer van de competitie werd. Met LUGI nam ze deel aan de EHF Cup in 2011/12 en 2012/13 en aan de European Cup Winners ' Cup in 2013/14. In het seizoen 2013/14 werd Hagman opnieuw de Elitserien-topscorer met 167 doelpunten, een gemiddelde van 70 procent. Vanaf de zomer van 2014 stond ze onder contract bij het Deense eersteklasserteam Tvis Holstebro . Ze won de 2015 EHF Cup en 2016 European Cup Winners 'Cup met Holstebro. In het seizoen 2016/17 stond ze onder contract bij Nykøbing Falster Håndboldklub. Met Nykøbing Falster won ze in 2017 het Deense kampioenschap. Vanaf de zomer van 2017 speelde ze voor de Roemeense club CSM Boekarest. Met CSM Boekarest won ze het Roemeens kampioenschap in 2018 en de Roemeense beker in 2018 en 2019. In het seizoen 2019/20 stond ze onder contract bij de Deense club Odense Håndbold . Daarna stapte ze over naar de Franse eersteklasser Nantes Atlantique Handball. Ze won de 2020-21 EHF European League met Nantes.

### Nationaal Team
Hagman debuteerde 7 juni 2009 voor het Zweedse team. Met 17 jaar, 10 maanden en 19 dagen was ze de jongste debutante van het Zweedse nationale team. (Status: 13. november 2014). Het EK 2010 was haar eerste toernooideelname. Hagman scoorde negen doelpunten tijdens het toernooi en won de zilveren medaille. Op het EK in 2014 won ze met Zweden de bronzen medaille. Ze nam deel aan de Olympische Spelen van 2016 in Rio de Janeiro en de Olympische Spelen van 2020 in Tokio. Op het EK 2018 brak ze het record van Karolina Kudłacz-Gloc uit 2006 met 17 doelpunten in een wedstrijd. Drie jaar later scoorde Hagman 19 doelpunten tegen Puerto Rico op het WK, waarmee ze een nieuw Zweeds doelpuntenrecord vestigde in een internationale wedstrijd. Met in totaal 71 goals werd ze topscorer van het toernooi.

## Privé
Nathalie Hagman heeft een tweelingzus Gabrielle die ook handbal speelt en met wie ze nog samenspeelde bij Skuru IK